# Казаньоргсинтез

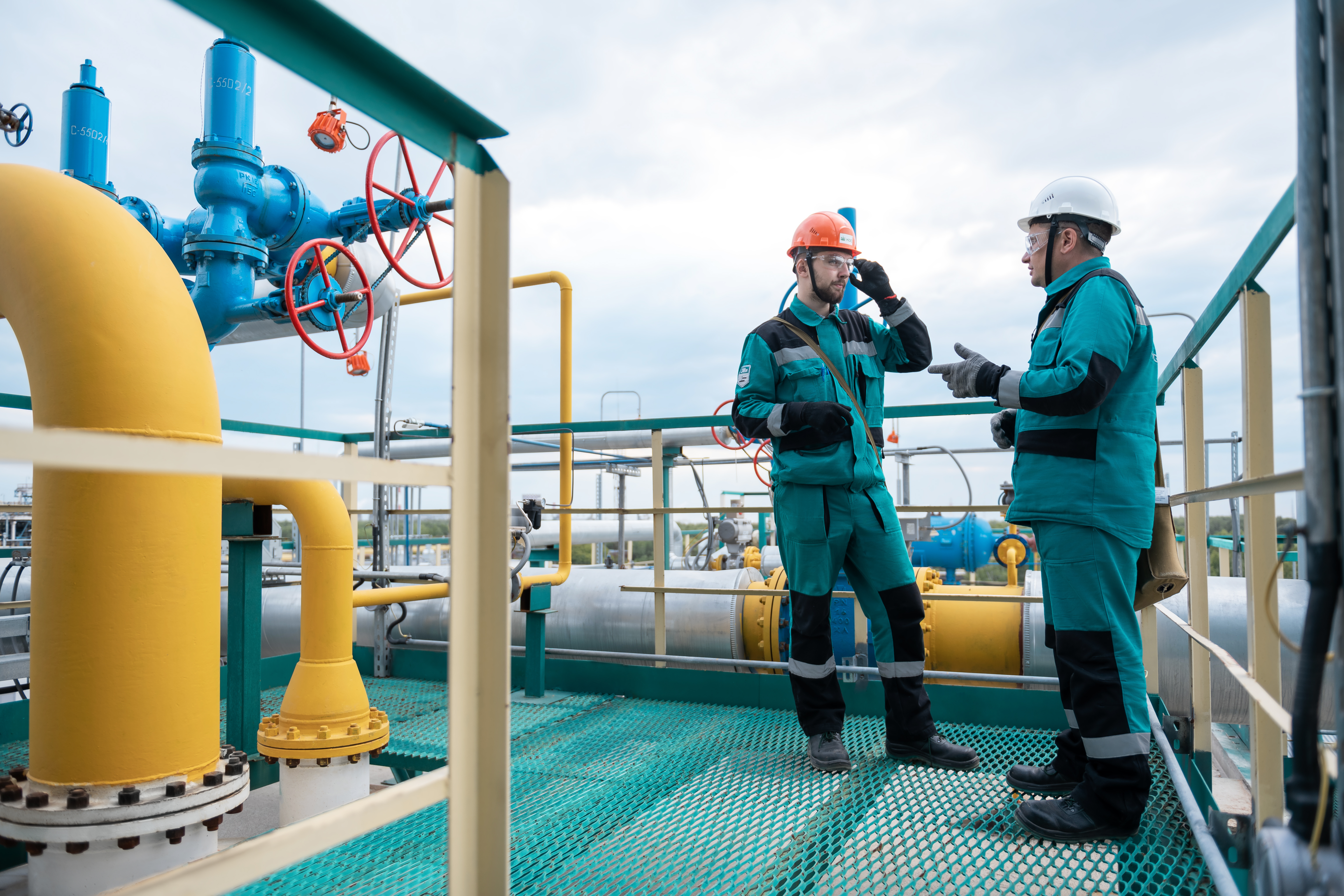

ПАО «Казаньоргси́нтез» — российская химическая компания и одноимённое химическое предприятие. Полное наименование — Казанское публичное акционерное общество «Органический синтез». Входит в холдинг «Сибур». Основное производство расположено в Казани.

## История
Строительство завода было начато в 1959 году, первая продукция (фенол и ацетон) была выпущена 13 июля 1963 года.
Прежние названия предприятия:
- 1959 — август 1975 — Завод органического синтеза;
- сентябрь 1975 — декабрь 1975 — Производственное объединение «Полиэтилен»;
- 1976—1993 — Производственное объединение «Органический синтез».[6]

Вместе с предприятием, на небольшом удалении от него, был построен новый городской микрорайон Жилплощадка, который стал «спальным районом» для работников прежде всего данного завода.
В 1993 году государственное производственное объединение «Органический синтез» было преобразовано в акционерное общество «Казаньоргсинтез».

## Собственники и руководство
До 2021 года «Казаньоргсинтез» находился под контролем группы «ТАИФ» (53,93 %) через ООО «Телеком-Менеджмент». Другим крупным акционером являлось правительство республики Татарстан через принадлежащую ему компанию «Связьинвестнефтехим» (19,87 %).
В 2021 году после сделки по слиянию активов «ТАИФ» и холдинга «Сибур» предприятие перешло под контроль последнего. «Сибуру» принадлежит 64 % акций компании, правительство Татарстана сохранило свою долю акций. Остальные акции, по оценке портала Investfunds, находится в свободном обращении, обычные и привилегированные акции компании торгуются на Московской бирже.
Председатель совета директоров компании — Павел Николаевич Ляхович, генеральный директор — Айрат Фоатович Сафин.

## Деятельность
На 2024 год в состав предприятия входят следующие производства:
- Завод «Пиролиз»
- Завод «Полиэтилен»
- Завод поликарбонатов
- Завод «Энергопроизводство»

Заводы и вспомогательные подразделения располагаются на единой производственной площадке, общая площадь которой составляет 4,2 км².
«Казаньоргсинтез» выпускает этилен, полиэтилен, поликарбонат, бисфенол А, фенол, ацетон, этиленгликоль, этаноламины и другие продукты органического синтеза, всего более 170 наименований различной химической продукции, общим объёмом более 1 млн тонн в год. Наибольшая доля в выручке приходится на полимеры и сополимеры этилена — 70 % и поликарбонаты — 16 %.
«Казаньоргсинтез» — единственный российский производитель сэвилена, поликарбонатов и бисфенола А, а также один из крупнейших российских производителей полиэтиленов высокой и низкой плотности. В 2020 году потребителями продукции ПАО «Казаньоргсинтез» являлись около 1000 предприятий из 35 стран мира. К 2023 году компания увеличила мощности по выпуску поликарбонатов до 100 тыс. тонн.
В рамках программы стратегического развития на 2020—2025 годы «Казаньоргсинтез» ведет работу над модернизацией производства. Сюда входит обновление цеха завода «Этилен» для переработки пропанового сырья, чтобы компенсировать дефицит этанового сырья.
В 2004—2006 годах была произведена модернизация двух из трёх реакторов предприятия.
В октябре 2019 года «Казаньоргсинтез» и Siemens заключили контракт на строительство ПГУ-250. Энергоустановку планировалось закончить к марту 2023 года, но в июле 2022 года Siemens уведомил, что из-за санкций ЕС отказывается от исполнения обязательств. В августе 2023 года строительство было возобновлено турецким инжиниринговым холдингом Enka, который начинал строить этот объект вместе с Siemens.
В 2022 году КОС ввёл в эксплуатацию новый блок водоподготовки с собственным резервуаром воды, для обеспечения предприятия, а также микрорайона «Салават Купере», чистой питьевой водой.
В 2023 году «Казаньоргсинтез» завершил реконструкцию установки синтеза изопропилбензола.
В июле 2023 на предприятии запустили модернизацию ключевого реактора В. К концу октября был завершен монтаж всего крупногабаритного оборудования, общий прогресс по проекту превысил 70 %.
В 2023 году здание бывшего заводоуправления «Казаньоргсинтеза» было полностью реконструировано. В данное помещение были переведены функции Сибур-РТ.

### Показатели деятельности
Выручка компании за 2020 год по РСБУ составила 62,8 млрд руб., чистая прибыль — 8,6 млрд руб.. Российский рынок принёс компании 50,7 млрд рублей, экспорт — 12 млрд рублей. По результатам 2022 года выручка компании по МСФО составила 115,4 млрд рублей, чистая прибыль — 27,3 млрд рублей.
Численность персонала на предприятии по данным на 2021 год составляла около 8,5 тыс. человек. На 2023 год по данным газеты «Бизнес Online», численность персонала на предприятии — около 5 тыс. человек.

#### Кредитные рейтинги
- Рейтинговое агентство АКРА в 2024 году присвоило ПАО «Казаньоргсинтез» рейтинговую оценку AAА(RU) со стабильным прогнозом, рейтинг подтверждён в 2025 году[30].
- Рейтинговое агентство «Эксперт РА» присвоило в 2024 году компании рейтинговую оценку ruAAA со стабильным прогнозом, рейтинг подтверждён в 2025 году[31].

## Влияние на окружающую среду
«Казаньоргсинтез» является участником проекта «Сохранение и предотвращение загрязнения реки Волги на территории Республики Татарстан». Компания разработала комплекс действий по улучшению экологического состояния реки, а также намеревается сократить поступление загрязненных сточных вод в реку и уменьшить водозабор.
В 2019 году организация использовала из Куйбышевского водохранилища на 2,1 млн м³ воды меньше, чем в 2018. Водопотребление предприятия составило 24,2 млн м³ по сравнению с 26,3 млн м³ в 2018. Компания повысила использование оборотной воды за счет внедрения передовых технологий подготовки воды и реконструкции градирен. Также сброс в реку сточных вод был меньше (11,5 млн м³), разрешенных по нормативу (14,2 млн куб. м/год).
«Казаньоргсинтез» занял третье место в номинации «Лучшая организация Российской Федерации в области снижения выбросов парниковых газов среди организаций, выбрасывающих менее 150 тыс. т СО2-эквивалента в год» на III Всероссийском конкурсе «Климат и ответственность — 2019».
Выбросы вредных веществ в атмосферу составили 10 944 тонн, за аналогичный период 2018 года — 10 692 тонн, в рамках нормативов.
В 2023 году на предприятии запустили модернизацию производственной линии, для того чтобы сократить выбросы в атмосферу на 14 %, отходы — на 17 %, объём забора воды — на 10 %..
Обновление и реконструкция установки синтеза изопропилбензола в 2023 году позволили на 20 % снизить выбросы в атмосферу, а также уменьшить потребление энергоресурсов на 68 %. За эту модернизацию завод получил награду в номинации «Лучший „зеленый“ проект в нефтегазовой промышленности» на V Всероссийском конкурсе лучших региональных природоохранных практик «Надёжный партнёр — Экология».

## Социальные проекты
Является генеральным спонсором ФК «Рубин».
С 1974 года ПАО «Казаньоргсинтез» является учредителем и спонсором ватерпольного клуба «Синтез».
В 2019 «Казаньоргсинтез» принял участие в организации и проведении 45-го мирового чемпионата по профессиональному мастерству по стандартам WorldSkills. Также компания обновила объекты социальной сферы: реконструировала детскую базу отдыха «Солнечный», общежития и бассейн «Оргсинтез».
В 2022 году завод запустил программу промышленного туризма. По словам гендиректора предприятия Айрата Сафина, за год существования программы завод посетили 2 тысячи туристов.
В этом же году Казань приняла участие в конкурсе программы социальных инвестиций СИБУРа «Формула хороших дел». В число победитель вошло 6 организаций.
В сентябре 2022-го СИБУР и КНИТУ подписали соглашение о передаче общежитий общей площадью более 4500 м2. С этого же года студенты КНИТУ стали проживать в этих общежитиях.